# Léon Quaglia

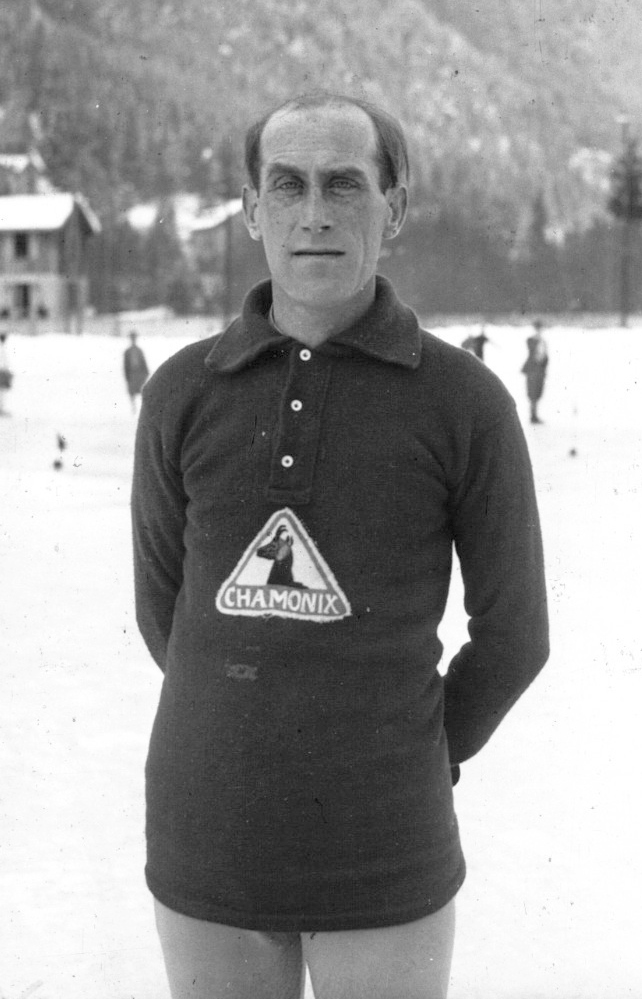
Léon Quaglia

Léonhard Giotti „Léon“ Quaglia (* 4. Januar 1896 in Cluses; † 5. März 1961 in Chamonix-Mont-Blanc) war ein französischer Eishockeyspieler und Eisschnellläufer.

## Karriere
Léon Quaglia nahm für die französische Eishockeynationalmannschaft an den Olympischen Sommerspielen 1920 in Antwerpen sowie den Olympischen Winterspielen 1924 in Chamonix und 1928 in St. Moritz teil. Bei der Europameisterschaft 1923 gewann er mit seiner Mannschaft die Silbermedaille und wurde selbst mit zehn Treffern der beste Torschütze des Turniers. Bei der Europameisterschaft 1924 gewann er mit Frankreich sogar die Goldmedaille. Er selbst erzielte beim 2:1-Finalsieg gegen Schweden den Treffer zum zwischenzeitlichen 2:0. Auf Vereinsebene spielte er für den Chamonix Hockey Club, mit dem er in den Spielzeiten 1922/23 und 1929/30 jeweils den französischen Meistertitel gewann. In der Saison 1924/25 wurde er mit dem Hockey Club Milano erster Italienischer Meister. Er beendete seine Karriere als Eishockeyspieler erst im Alter von 53 Jahren.
Im Jahr 2010 wurde er mit der Aufnahme in den Temple de la renommée du hockey français ausgezeichnet.
Bei den Winterspielen 1924 und 1928 trat er für Frankreich zudem in diversen Disziplinen des Eisschnelllaufs an.

## Erfolge und Auszeichnungen
- 1923 Französischer Meister mit dem Chamonix Hockey Club
- 1925 Italienischer Meister mit dem Hockey Club Milano
- 1930 Französischer Meister mit dem Chamonix Hockey Club
- 2010 Aufnahme in den Temple de la renommée du hockey français

### International
- 1923 Silbermedaille bei der Europameisterschaft
- 1923 Bester Torschütze der Europameisterschaft
- 1924 Goldmedaille bei der Europameisterschaft